# Liste des œuvres d'art du département du Jura
 (avril 2023).
Cet article vise à recenser les œuvres d'art dans l'espace public du Jura, en France.

## Liste
Les œuvres sont classées par ordre alphabétique de communes et, au sein de celles-ci, par ordre chronologique d'installation, dans la mesure des informations disponibles.

### Sculptures
| Œuvre                                         | Auteur                                     | Commune                    | Localisation | Notes | Installation | Coordonnées                      | Illustration |
| --------------------------------------------- | ------------------------------------------ | -------------------------- | --- | --- | ------------ | -------------------------------- | --- |
| La Ville d'Arbois à Pasteur                   | Horace Daillion                            | Arbois                     | Promenade Pasteur, entre la place Notre Dame et la rue de l'Abreuvoir                                                      | | 1901         | 46° 54′ 15″ nord, 5° 46′ 15″ est | La Ville d'Arbois à Pasteur |
| Statue de la Vierge à l'Enfant                | À déterminer                               | Arbois                     | À déterminer | Représente Marie et Jésus-Christ. | À déterminer | à géolocaliser                   | Statue de la Vierge à l'Enfant |
| Statue de Jeanne d'Arc                        | Copie d'après Adolphe Roberton             | Blois-sur-Seille           | Sur la place de la Mairie, sur la fontaine                                                                                 | | 1895         | 46° 44′ 55″ nord, 5° 40′ 11″ est | Statue de Jeanne d'Arc |
| Statue de la Vierge à l'Enfant                | À déterminer                               | Chamblay                   | À déterminer | Représente Marie et Jésus-Christ. | À déterminer | à géolocaliser                   | Statue de la Vierge à l'Enfant |
| Lévriers,                                     | Pierre Duc                                 | Champagnole                | Dans le parc Bellefrise | L'originale est fondue sous le régime de Vichy, dans le cadre de la mobilisation des métaux non ferreux.                                                                         | À déterminer | à géolocaliser                   | Image manquante |
| Ce que le vent d'ouest m'a dit                | Daniel Nicod                               | Champagnole                | Près du rond-point entre RN 5 et la route de Pontarlier (RD 471), au bord de la Londaine                                   | | 2011         | 46° 44′ 48″ nord, 5° 55′ 23″ est | Image manquante |
| Les Commères                                  | Jens Boettcher                             | Dole                       | Sur la place aux fleurs | | 1982         | 47° 05′ 31″ nord, 5° 29′ 32″ est | Image manquante |
| Monument à Louis Pasteur                      | Antonin Carlès                             | Dole                       | Cours Saint-Mauris | | 1902         | 47° 05′ 40″ nord, 5° 29′ 56″ est | Monument à Louis Pasteur |
| Monument à Jean Jaurès                        | Félix-Alexandre Desruelles                 | Dole                       | Intersection de l'avenue de Lahr et de la rue Thévenot, devant le pavillon de l'Arquebuse (anciennement bourse du Travail) | Représente Jean Jaurès. | 1922         | 47° 05′ 34″ nord, 5° 30′ 00″ est | Monument à Jean Jaurès |
| Buste de Louis Pasteur,                       | Paul Dubois                                | Dole                       | Passage de l'Abreuvoir | Représente Louis Pasteur. | 1931         | à géolocaliser                   | Buste de Louis Pasteur« Monument à Louis Pasteur à Dole », sur À nos grands hommes,« Buste Louis Pasteur à Dole », sur e-monumen                       |
| Statue de Léon Mesny de Boisseaux,            | Max Claudet                                | Dole                       | Dans la cour d'honneur du collège de l'Arc                                                                                 | | 1877         | à géolocaliser                   | Image manquante |
| Vénus au bain                                 | Copie d'après Christophe-Gabriel Allegrain | Dole                       | Dans le parc du lycée Charles-Nodier                                                                                       | | À déterminer | à géolocaliser                   | Image manquante |
| Diane de Gabies                               | Copie d'après Praxitèle                    | Dole                       | Dans le parc du lycée Charles-Nodier                                                                                       | | À déterminer | à géolocaliser                   | Image manquante |
| Le Printemps                                  | Copie d'après Mathurin Moreau              | Dole                       | Dans le parc du lycée Charles-Nodier                                                                                       | | À déterminer | à géolocaliser                   | Image manquante |
| Le Sommeil                                    | À déterminer                               | Dole                       | Dans le parc du lycée Charles-Nodier                                                                                       | | À déterminer | à géolocaliser                   | Image manquante |
| Escargot                                      | Olivier « Ménoche » Ménétrier              | Foucherans                 | Sur le rond-point de la Chaufferie                                                                                         | | 2009         | à géolocaliser                   | Escargot |
| Stylo                                         | Olivier « Ménoche » Ménétrier              | Foucherans                 | Dans la cour de la mairie                                                                                                  | | À déterminer | à géolocaliser                   | Stylo |
| Buste de Jean-Joseph Perraud                  | À déterminer                               | Lons-le-Saunier            | Sur la place Perraud | Représente Jean-Joseph Perraud. L'original en bronze de 1880 réalisé par Max Claudet est fondu sous le régime de Vichy, dans le cadre de la mobilisation des métaux non ferreux. | À déterminer | 46° 40′ 35″ nord, 5° 33′ 11″ est | Buste de Jean-Joseph Perraud |
| Statue du général Claude Jacques Lecourbe (d) | Antoine Étex                               | Lons-le-Saunier            | Sur la place de la République                                                                                              | Représente Claude Jacques Lecourbe. Inscrit MH (1997). | À déterminer | 46° 40′ 27″ nord, 5° 33′ 06″ est | Statue de Claude Jacques Lecourbe |
| Statue de Claude Joseph Rouget de Lisle (d)   | Auguste Bartholdi                          | Lons-le-Saunier            | À déterminer | Représente Claude Joseph Rouget de Lisle. Classé MH (1992). | À déterminer | 46° 40′ 24″ nord, 5° 33′ 26″ est | Statue de Claude Joseph Rouget de Lisle |
| Vénus italique                                | Copie d'après Antonio Canova               | Lons-le-Saunier            | Sur la place Bichat | | 1844         | à géolocaliser                   | Vénus italique |
| Signe Écoute                                  | Alain Lovato                               | Lons-le-Saunier            | Dans le jardin du centre hospitalier                                                                                       | | 1987         | 46° 40′ 17″ nord, 5° 33′ 03″ est | Image manquante |
| Statue de la Vierge à l'Enfant                | À déterminer                               | Mièges                     | À déterminer | Représente Marie et Jésus-Christ. | À déterminer | à géolocaliser                   | Statue de la Vierge à l'Enfant |
| Violon                                        | À déterminer                               | Monnetay                   | À déterminer | | À déterminer | à géolocaliser                   | Violon |
| Buste de Louis Pasteur (d)                    | Naoum Aronson                              | Nozeroy                    | Promenade du Château | Représente Louis Pasteur. | 1923         | à géolocaliser                   | Buste de Louis Pasteur (d)« Monument à Louis Pasteur à Nozeroy », sur À nos grands hommes                                                              |
| Statue de Gilbert Cousin                      | Pierre Duc                                 | Nozeroy                    | Sur la place des Annonciades                                                                                               | Représente Gilbert Cousin. | 2020         | à géolocaliser                   | Statue de Gilbert Cousin |
| Rapace                                        | À déterminer                               | Nozeroy                    | Promenade du Château | | À déterminer | à géolocaliser                   | Rapace |
| Statue de la Vierge à l'Enfant                | À déterminer                               | Ounans                     | À déterminer | Représente Marie et Jésus-Christ. | À déterminer | à géolocaliser                   | Statue de la Vierge à l'Enfant |
| Statue du général Jean-Pierre Travot,         | Bernard Jobin                              | Poligny                    | Sur la place des déportés (anciennement place nationale)                                                                   | Représente Jean-Pierre Travot. L'originale de 1867 réalisée par Hippolyte Maindron est fondue sous le régime de Vichy, dans le cadre de la mobilisation des métaux non ferreux.  | 1990         | 46° 50′ 03″ nord, 5° 42′ 33″ est | Statue du général Jean-Pierre Travot |
| Monument à Wladimir Gagneur,                  | Marguerite Syamour                         | Poligny                    | Dans le square Piquet-Bergère                                                                                              | Le buste de Wladimir Gagneur est fondu sous le régime de Vichy, dans le cadre de la mobilisation des métaux non ferreux. Un vase Médicis est installé à la place en 1945.        | 1890         | à géolocaliser                   | Monument à Wladimir Gagneur« Monument à Wladimir Gagneur à Poligny », sur À nos grands hommes,« Monument à Wladimir Gagneur à Poligny », sur e-monumen |
| Buste de Charles-Gabriel-Frédéric Christin,   | Marguerite Syamour                         | Saint-Claude               | Devant le centre Mermet | Représente Charles-Gabriel-Frédéric Christin. Issu du monument à Voltaire et Charles-Gabriel-Frédéric Christin érigé en 1887 sur la place Voltaire.                              | À déterminer | à géolocaliser                   | Image manquante |
| Statue de Voltaire,                           | Braco Dimitrijević (en)                    | Saint-Claude               | Dans le parc Truchet | Représente Voltaire. | 1998         | 46° 23′ 15″ nord, 5° 52′ 04″ est | Image manquante |
| Diane de Gabies                               | Copie d'après Praxitèle                    | Saint-Laurent-en-Grandvaux | Rue de Genève | | 1865         | à géolocaliser                   | Image manquante |
| Statue de Jean Joseph Gustave Cler (d),       | Jean-Joseph Perraud                        | Salins-les-Bains           | Sur la place de l'hôtel-de-ville                                                                                           | Représente Jean Joseph Gustave Cler. | 1865         | 46° 56′ 22″ nord, 5° 52′ 39″ est | Statue du général Jean Joseph Gustave Cler |
| Buste de Victor Considerant (d)               | Marguerite Syamour                         | Salins-les-Bains           | Dans le parc des Cordeliers, anciennement promenade des Cordeliers                                                         | Représente Victor Considerant. | 1901         | à géolocaliser                   | Buste de Victor Considerant (d)« Monument à Victor Considérant à Salins-les-Bains », sur À nos grands hommes                                           |
| Buste du docteur A. Germain,                  | Évariste Jonchère                          | Salins-les-Bains           | Sur une façade de l'hôpital                                                                                                | | 1913         | 46° 56′ 12″ nord, 5° 52′ 33″ est | Image manquante |
| Jeunesse (d)                                  | Paul Silvestre                             | Salins-les-Bains           | Dans le parc des Cordeliers, anciennement promenade des Cordeliers                                                         | Érigée[Quand ?] dans le jardin public. Également appelée Femme et chevreau bondissant.                                                                                           | 1914         | à géolocaliser                   | Image manquante |
| Buste de Désiré Dalloz,                       | Louis-Marie Guichard                       | Septmoncel                 | Sur la place Dalloz | Représente Désiré Dalloz. L'original de 1872 est fondu sous le régime de Vichy, dans le cadre de la mobilisation des métaux non ferreux.                                         | 1949         | à géolocaliser                   | Buste de Désiré Dalloz« Monument à Victor Dalloz à Septmoncel », sur À nos grands hommes,« Monument à Victor Dalloz à Septmoncel », sur e-monumen      |
| Buste de Xavier Bichat                        | À déterminer                               | Thoirette                  | Dans une niche dans la façade au dessus de la porte de sa maison natale, 10 rue Xavier Bichat.                             | Représente Xavier Bichat. | À déterminer | à géolocaliser                   | Buste de Xavier Bichat |

### Fontaines
| Œuvre                            | Auteur                                | Commune          | Localisation                                                                                            | Notes                                                                                   | Installation  | Coordonnées                      | Illustration                                                                                   |
| -------------------------------- | ------------------------------------- | ---------------- | --- | --------------------------------------------------------------------------------------- | ------------- | -------------------------------- | ---------------------------------------------------------------------------------------------- |
| Fontaine d'Arinthod              | À déterminer                          | Arinthod         | Sur la place de l'église, au bord de la rue des Arcades (RD 3)                                          | Classée MH (1971).                                                                      | 1750          | 46° 23′ 36″ nord, 5° 33′ 58″ est | Fontaine d'Arinthod                                                                            |
| Fontaine                         | À déterminer                          | Bletterans       | À déterminer                                                                                            |                                                                                         | À déterminer  | à géolocaliser                   | Fontaine                                                                                       |
| Fontaine à l'enfant,             | Mathurin Moreau                       | Champagnole      | Dans le parc Bellefrise                                                                                 |                                                                                         | 1861          | à géolocaliser                   | Image manquante                                                                                |
| Fontaine de Diane de Gabies      | Copie d'après Praxitèle               | Champagnole      | Intersection de l'avenue de la République et de la rue Clemenceau                                       |                                                                                         | 1861          | à géolocaliser                   | Fontaine de Diane de Gabies« Fontaine Diane de Gabies à Champagnole », sur À nos grands hommes |
| Fontaine du Temps                | Pierre Duc et Patrice Meyer           | Champagnole      | Dans le parc Bellefrise                                                                                 | Également appelée fontaine Adam et Ève ou fontaine futuriste Espace.                    | 1991          | à géolocaliser                   | Image manquante                                                                                |
| Fontaine aux dauphins            | À déterminer                          | Conliège         | Sur la place du 11 juillet 1944, à côté de l'église de l'Assomption                                     |                                                                                         | 1836          | 46° 39′ 17″ nord, 5° 35′ 55″ est | Fontaine aux dauphins de Conliège                                                              |
| Fontaine Attiret                 | Claude-François Attiret               | Dole             | Rue des Arènes                                                                                          | Également appelée fontaine d'Arans ou fontaine de la porte d'Arans. Inscrite MH (1926). | 1779          | à géolocaliser                   | Fontaine Attiret                                                                               |
| Fontaine de l'enfant à l'amphore | François-Marie Rosset                 | Dole             | Sur la place aux fleurs                                                                                 |                                                                                         | À déterminer  | 47° 05′ 31″ nord, 5° 29′ 31″ est | Image manquante                                                                                |
| Fontaine de la Paix              | À déterminer                          | Dole             | Sur la place Nationale, adossée à la collégiale Notre-Dame                                              | Remplace la statue de la Liberté détruite en 1814.                                      | 1883          | 47° 05′ 33″ nord, 5° 29′ 40″ est | Fontaine de la Paix                                                                            |
| Fontaine du Doubs et la Loue     | Pierre Duc                            | Dole             | Sur la place Jules Grévy                                                                                |                                                                                         | 2000          | 47° 05′ 41″ nord, 5° 29′ 48″ est | Image manquante                                                                                |
| Fontaine au dauphin,             | À déterminer                          | Dole             | Sur la place de la Sous-Préfecture                                                                      |                                                                                         | À déterminer  | à géolocaliser                   | Image manquante                                                                                |
| Fontaine                         | À déterminer                          | Dole             | Sur la place de l'Europe, au bord de la rue Jacques de Molay                                            |                                                                                         | À déterminer  | 47° 05′ 27″ nord, 5° 29′ 22″ est | Fontaine                                                                                       |
| Fontaine                         | À déterminer                          | Dole             | Cours Saint-Mauris                                                                                      |                                                                                         | À déterminer  | 47° 05′ 39″ nord, 5° 29′ 53″ est | Image manquante                                                                                |
| Fontaine au Lions                | À déterminer                          | Lons-le-Saunier  | Sur la place de l'Hôtel-de-Ville, à côté de l'hôtel d'honneur                                           |                                                                                         | À déterminer  | 46° 40′ 33″ nord, 5° 33′ 11″ est | Fontaine au Lions                                                                              |
| Fontaine aux Dauphins            | À déterminer                          | Lons-le-Saunier  | Rue Perrin                                                                                              | Inscrite MH (1970).                                                                     | À déterminer  | à géolocaliser                   | Fontaine aux Dauphins                                                                          |
| Fontaine du Cygne                | À déterminer                          | Lons-le-Saunier  | Sur la place du 11 novembre                                                                             |                                                                                         | À déterminer  | 46° 40′ 24″ nord, 5° 33′ 18″ est | Fontaine du Cygne                                                                              |
| Fontaine                         | À déterminer                          | Lons-le-Saunier  | Sur la place Bichat                                                                                     |                                                                                         | À déterminer  | 46° 40′ 40″ nord, 5° 33′ 18″ est | Fontaine de la place Bichat                                                                    |
| Fontaine                         | À déterminer                          | Lons-le-Saunier  | Rue Lecourbe                                                                                            |                                                                                         | À déterminer  | 46° 40′ 29″ nord, 5° 32′ 57″ est | Fontaine de la rue Lecourbe                                                                    |
| Fontaine Wallace                 | Copie d'après Charles-Auguste Lebourg | Lons-le-Saunier  | À déterminer                                                                                            |                                                                                         | À déterminer  | à géolocaliser                   | Fontaine Wallace                                                                               |
| Fontaine                         | À déterminer                          | Lons-le-Saunier  | Rue du commerce                                                                                         |                                                                                         | À déterminer  | à géolocaliser                   | Fontaine                                                                                       |
| Fontaine des poissons            | À déterminer                          | Saint-Amour      | À déterminer                                                                                            |                                                                                         | À déterminer  | à géolocaliser                   | Fontaine des poissons                                                                          |
| Fontaine Truchot (d)             | Michel Devosge                        | Salins-les-Bains | Sur la place des Alliés et de la Résistance, devant la mairie                                           | Remplace la fontaine précédente détruite par un incendie en 1750. Classée MH (1992).    | 1770          | 46° 56′ 23″ nord, 5° 52′ 39″ est | Fontaine Truchot                                                                               |
| Fontaine aux cygnes (d),         | À déterminer                          | Salins-les-Bains | Intersection de la rue de la République (RD 472) et de la rue d'Orgemont                                | Érigée[Quand ?] rue principale.                                                         | 1835          | 46° 56′ 09″ nord, 5° 52′ 39″ est | Fontaine aux cygnes                                                                            |
| Fontaine du Vigneron (d)         | Max Claudet                           | Salins-les-Bains | Intersection de la rue de la République (RD 472) et de la rue du Vigneron, anciennement place Nationale | Également appelée Porteur de vendange ou Vigneron du Jura portant une bouille.          | 1864          | 46° 56′ 14″ nord, 5° 52′ 39″ est | Fontaine du Vigneron                                                                           |
| Fontaine au lion                 | À déterminer                          | Salins-les-Bains | Intersection de la rue de la République (RD 472) et du quai Valette                                     |                                                                                         | À déterminer  | 46° 56′ 00″ nord, 5° 52′ 40″ est | Fontaine au lion                                                                               |
| Fontaine                         | À déterminer                          | Salins-les-Bains | Intersection de la rue d'Orgemont et de la rue Considerant                                              |                                                                                         | À déterminer  | 46° 56′ 16″ nord, 5° 52′ 41″ est | Fontaine                                                                                       |
| Fontaine du lavoir               | À déterminer                          | Sermange         | En contrebas de l’église et du cimetière                                                                | Également appelée Fontenotte ou fontaine Saint-Thiébaud. Inscrite MH (1941).            | 1768          | à géolocaliser                   | Fontaine du lavoir                                                                             |
| Fontaine                         | Claude-François Attiret               | Sermange         | À déterminer                                                                                            | Classée MH (1970).                                                                      | XVIIIe siècle | à géolocaliser                   | Fontaine                                                                                       |
| Fontaine des Cygnes              | À déterminer                          | Thervay          | À déterminer                                                                                            | Inscrite MH (1990).                                                                     | À déterminer  | à géolocaliser                   | Fontaine des Cygnes                                                                            |

### Œuvres disparues ou retirées
| Œuvre                   | Auteur                  | Commune         | Localisation                                                                                          | Notes | Installation | Coordonnées    | Illustration    |
| ----------------------- | ----------------------- | --------------- | --- | --- | ------------ | -------------- | --------------- |
| Statue de Louis XVI     | Claude-François Attiret | Dole            | Sur la fontaine adossée à la collégiale Notre-Dame, sur la place Nationale, anciennement place Royale | Représentait Louis XVI. Détruite en 1793. La tête est conservée au musée des Beaux-Arts.                            | 1783         | à géolocaliser | Image manquante |
| Statue de la Liberté    | À déterminer            | Dole            | Sur la fontaine adossée à la collégiale Notre-Dame, sur la place Nationale                            | Remplaçait la statue de Louis XVI. Détruite en 1814.                                                                | À déterminer | à géolocaliser | Image manquante |
| Statue de Jules Grévy,  | Alexandre Falguière     | Dole            | Sur la place Jules Grévy                                                                              | Représentait Jules Grévy. Fondue sous le régime de Vichy, dans le cadre de la mobilisation des métaux non ferreux.  | 1893         | à géolocaliser | Image manquante |
| Buste de Xavier Bichat, | Victor Huguenin         | Lons-le-Saunier | Dans la cour de l'hôpital                                                                             | Représentait Xavier Bichat. Fondu sous le régime de Vichy, dans le cadre de la mobilisation des métaux non ferreux. | 1837         | à géolocaliser | Image manquante |